# Bernardo de La Charrière
Bernardo de La Charrière (Annecy, 7 febbraio 1789 – Torino, 23 febbraio 1850) è stato un magistrato e politico italiano.
Membro del Senato di Savoia dal 6 novembre 1837, ne divenne il presidente di classe il 24 dicembre 1842. Nominato senatore del Regno di Sardegna dal re Carlo Alberto nel 1848, divenne presidente capo del Magistrato di appello di Savoia il 3 marzo 1849.
Si suicidò gettandosi nel Po.